# Trasferimenti più costosi nella storia del calcio

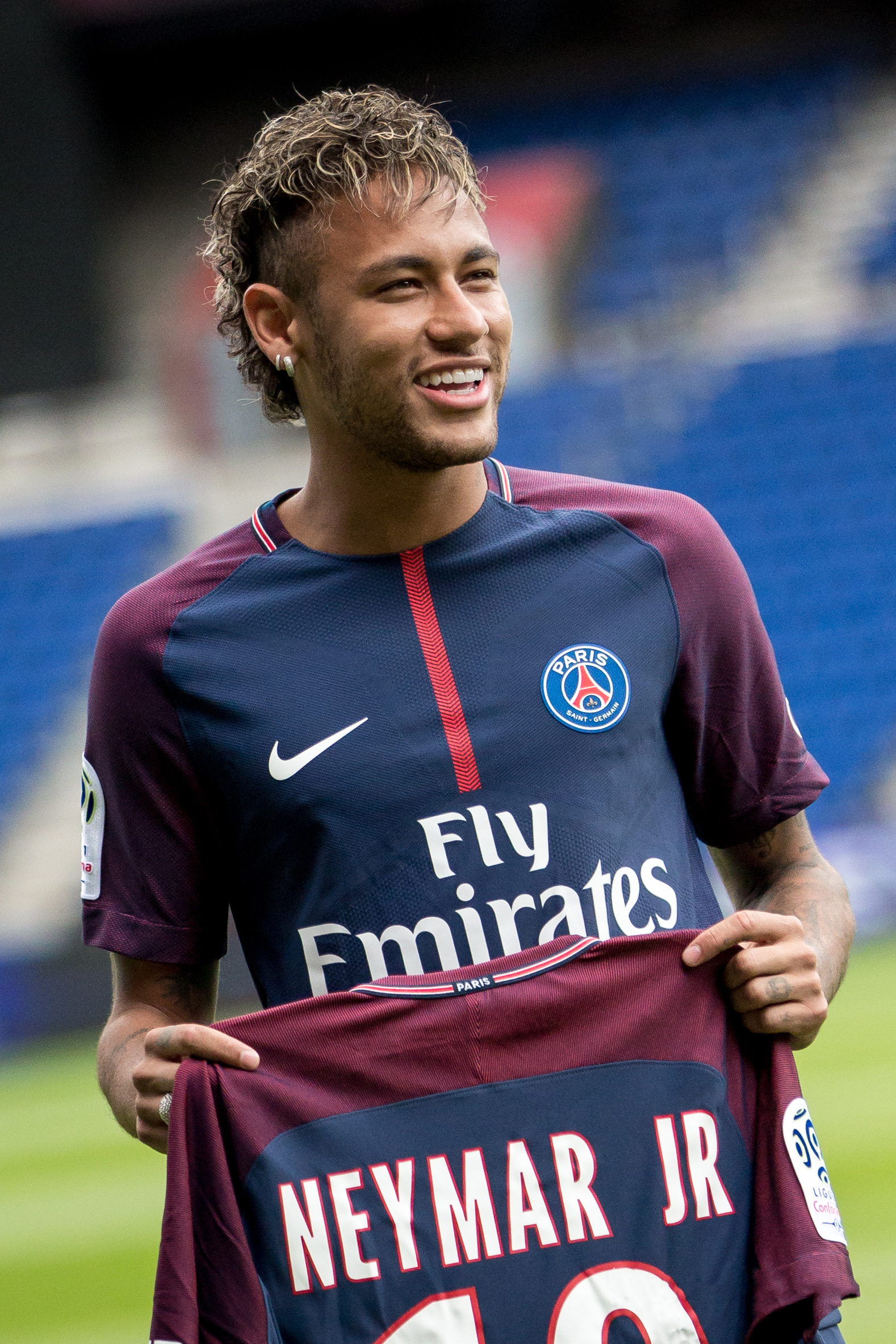
L'attaccante brasiliano Neymar è diventato il calciatore più costoso di sempre dopo il suo passaggio dal Barcellona al Paris Saint-Germain per 222 milioni di euro nel 2017

La seguente è una lista dei trasferimenti più costosi nella storia del calcio, che prende in considerazione i trasferimenti di calciatori che hanno comportato il maggior esborso nelle varie sessioni del calciomercato.
La squadra francese del Paris-Saint Germain detiene il record per il trasferimento più costoso di sempre, dopo aver acquistato l'attaccante brasiliano Neymar dagli spagnoli del Barcellona per 222 milioni di euro nel 2017.

## Lista
La maggior parte dei trasferimenti più costosi nella storia del calcio si è verificata tra club affiliati alla UEFA, e la maggior parte di essi ha riguardato club appartenenti all'Eurozona e/o al Regno Unito.
La lista contiene cinque trasferimenti che hanno segnato un nuovo record mondiale: sono quelli di Neymar, Paul Pogba, Gareth Bale, Cristiano Ronaldo e Zinédine Zidane. Neymar e Romelu Lukaku compaiono tre volte, mentre Cristiano Ronaldo, Kai Havertz e Victor Osimhen due volte.
La lista potrebbe essere suscettibile di variazioni a seconda delle fonti consultate. Aggiornata al 16 agosto 2025.
     Costo record a livello mondiale all'epoca del trasferimento
     Costo record a livello nazionale all'epoca del trasferimento
     Costo record per un calciatore sudamericano all'epoca del trasferimento
     Costo record per un calciatore africano all'epoca del trasferimento
     Costo record per un teenager all'epoca del trasferimento
     Costo record per un portiere all'epoca del trasferimento
     Costo record per un difensore all'epoca del trasferimento
| P  | Calciatore          | Da                    | A                   | Ruolo          | Costo (M €) | Anno | Anno di nascita | Note                                                    |
| -- | ------------------- | --------------------- | ------------------- | -------------- | ----------- | ---- | --------------- | ------------------------------------------------------- |
| 1  | Neymar              | Barcellona            | Paris Saint-Germain | Attaccante     | 222 €       | 2017 | 1992            | [ 1 ] [ 4 ] [ 5 ]                                       |
| 2  | Kylian Mbappé       | Monaco                | Paris Saint-Germain | Attaccante     | 180 €       | 2018 | 1998            | [ 6 ] [ 7 ] [ 8 ] [ 9 ] [ 10 ]                          |
| 3  | Ousmane Dembélé     | Borussia Dortmund     | Barcellona          | Attaccante     | 148 €       | 2017 | 1997            | [ 11 ] [ 12 ] [ 13 ]                                    |
| 4  | Philippe Coutinho   | Liverpool             | Barcellona          | Centrocampista | 135 €       | 2018 | 1992            | [ 14 ]                                                  |
| 5  | João Félix          | Benfica               | Atlético Madrid     | Attaccante     | 127,2 €     | 2019 | 1999            | [ 15 ]                                                  |
| 6  | Jude Bellingham     | Borussia Dortmund     | Real Madrid         | Centrocampista | 127 €       | 2023 | 2003            | [ 16 ]                                                  |
| 7  | Florian Wirtz       | Bayer Leverkusen      | Liverpool           | Centrocampista | 125 €       | 2025 | 2003            | [ 17 ]                                                  |
| 8  | Enzo Fernández      | Benfica               | Chelsea             | Centrocampista | 121 €       | 2023 | 2001            | [ 18 ] [ 19 ]                                           |
| 9  | Eden Hazard         | Chelsea               | Real Madrid         | Attaccante     | 120,8 €     | 2019 | 1991            | [ 20 ] [ 21 ]                                           |
| 10 | Antoine Griezmann   | Atlético Madrid       | Barcellona          | Attaccante     | 120 €       | 2019 | 1991            | [ 22 ]                                                  |
| 11 | Jack Grealish       | Aston Villa           | Manchester City     | Attaccante     | 117,5 €     | 2021 | 1995            | [ 23 ] [ 24 ]                                           |
| 12 | Cristiano Ronaldo   | Real Madrid           | Juventus            | Attaccante     | 117 €       | 2018 | 1985            | [ 25 ]                                                  |
| 13 | Declan Rice         | West Ham Utd          | Arsenal             | Centrocampista | 116,6 €     | 2023 | 1999            | [ 26 ]                                                  |
| 14 | Moisés Caicedo      | Brighton              | Chelsea             | Centrocampista | 116 €       | 2023 | 2001            | [ 27 ]                                                  |
| 15 | Romelu Lukaku       | Inter                 | Chelsea             | Attaccante     | 113 €       | 2021 | 1993            | [ 28 ]                                                  |
| 16 | Paul Pogba          | Juventus              | Manchester Utd      | Centrocampista | 105 €       | 2016 | 1993            | [ 29 ] [ 30 ] [ 31 ] [ 32 ]                             |
| 17 | Gareth Bale         | Tottenham             | Real Madrid         | Attaccante     | 101 €       | 2013 | 1989            | [ 33 ] [ 34 ] [ 35 ] [ 36 ] [ 37 ] [ 38 ] [ 39 ] [ 40 ] |
| 18 | Kai Havertz         | Bayer Leverkusen      | Chelsea             | Attaccante     | 100 €       | 2020 | 1999            | [ 41 ]                                                  |
| 19 | Harry Kane          | Tottenham             | Bayern Monaco       | Attaccante     | 95 €        | 2023 | 1993            | [ 42 ] [ 43 ]                                           |
| 19 | Randal Kolo Muani   | Eintracht Francoforte | Paris Saint-Germain | Attaccante     | 95 €        | 2023 | 1998            | [ 44 ]                                                  |
| 19 | Antony              | Ajax                  | Manchester Utd      | Attaccante     | 95 €        | 2022 | 2000            | [ 45 ]                                                  |
| 22 | Cristiano Ronaldo   | Manchester Utd        | Real Madrid         | Attaccante     | 94 €        | 2009 | 1985            | [ 46 ] [ 47 ] [ 48 ]                                    |
| 23 | Hugo Ekitike        | Eintracht Francoforte | Liverpool           | Attaccante     | 90 €        | 2025 | 2002            | [ 49 ]                                                  |
| 23 | Joško Gvardiol      | RB Lipsia             | Manchester City     | Difensore      | 90 €        | 2023 | 2002            | [ 50 ]                                                  |
| 23 | Neymar              | Paris Saint-Germain   | Al-Hilal            | Attaccante     | 90 €        | 2023 | 1992            | [ 51 ]                                                  |
| 23 | Gonzalo Higuaín     | Napoli                | Juventus            | Attaccante     | 90 €        | 2016 | 1987            | [ 52 ] [ 53 ]                                           |
| 27 | Neymar              | Santos                | Barcellona          | Attaccante     | 88 €        | 2013 | 1992            | [ 54 ] [ 55 ]                                           |
| 28 | Harry Maguire       | Leicester City        | Manchester Utd      | Difensore      | 87 €        | 2019 | 1993            | [ 56 ]                                                  |
| 29 | Frenkie de Jong     | Ajax                  | Barcellona          | Centrocampista | 86 €        | 2019 | 1997            | [ 57 ]                                                  |
| 30 | Matthijs de Ligt    | Ajax                  | Juventus            | Difensore      | 85,5 €      | 2019 | 1999            | [ 58 ]                                                  |
| 31 | Darwin Núñez        | Benfica               | Liverpool           | Attaccante     | 85 €        | 2022 | 1999            | [ 59 ] [ 60 ]                                           |
| 31 | Jadon Sancho        | Borussia Dortmund     | Manchester Utd      | Centrocampista | 85 €        | 2021 | 2000            | [ 61 ]                                                  |
| 33 | Romelu Lukaku       | Everton               | Manchester Utd      | Attaccante     | 84,7 €      | 2017 | 1993            | [ 62 ] [ 63 ] [ 64 ] [ 65 ]                             |
| 34 | Virgil van Dijk     | Southampton           | Liverpool           | Difensore      | 84,65 €     | 2018 | 1991            | [ 66 ]                                                  |
| 35 | Dušan Vlahović      | Fiorentina            | Juventus            | Attaccante     | 83,5 €      | 2022 | 2000            | [ 67 ]                                                  |
| 36 | Luis Suárez         | Liverpool             | Barcellona          | Attaccante     | 81,72 €     | 2014 | 1987            | [ 68 ] [ 69 ]                                           |
| 37 | Arthur              | Barcellona            | Juventus            | Centrocampista | 80,6 €      | 2020 | 1996            | [ 70 ]                                                  |
| 38 | Wesley Fofana       | Leicester City        | Chelsea             | Difensore      | 80,4 €      | 2022 | 2000            | [ 71 ]                                                  |
| 39 | Aurélien Tchouaméni | Monaco                | Real Madrid         | Centrocampista | 80 €        | 2022 | 2000            | [ 72 ] [ 73 ]                                           |
| 39 | Lucas Hernández     | Atlético Madrid       | Bayern Monaco       | Difensore      | 80 €        | 2019 | 1996            | [ 74 ]                                                  |
| 39 | Nicolas Pépé        | Lilla                 | Arsenal             | Attaccante     | 80 €        | 2019 | 1995            | [ 75 ]                                                  |
| 39 | Kepa Arrizabalaga   | Athletic Bilbao       | Chelsea             | Portiere       | 80 €        | 2018 | 1994            | [ 76 ]                                                  |
| 43 | Victor Osimhen      | Lilla                 | Napoli              | Attaccante     | 77,5 €      | 2020 | 1998            | [ 77 ]                                                  |
| 44 | Rasmus Højlund      | Atalanta              | Manchester Utd      | Attaccante     | 77,8 €      | 2023 | 2003            | [ 78 ]                                                  |
| 45 | Zinédine Zidane     | Juventus              | Real Madrid         | Centrocampista | 77,5 €      | 2001 | 1972            | [ 79 ] [ 80 ]                                           |
| 46 | Jhon Durán          | Aston Villa           | Al-Nassr            | Attaccante     | 77 €        | 2025 | 2003            | [ 81 ]                                                  |
| 47 | Benjamin Šeško      | RB Lipsia             | Manchester Utd      | Attaccante     | 76,5 €      | 2025 | 2003            | [ 82 ]                                                  |
| 48 | Kevin De Bruyne     | Wolfsburg             | Manchester City     | Centrocampista | 76 €        | 2015 | 1991            | [ 83 ] [ 84 ]                                           |
| 49 | Bryan Mbeumo        | Brentford             | Manchester Utd      | Attaccante     | 75 €        | 2025 | 1999            | [ 85 ]                                                  |
| 49 | Victor Osimhen      | Napoli                | Galatasaray         | Attaccante     | 75 €        | 2025 | 1998            | [ 86 ]                                                  |
| 49 | Julián Álvarez      | Manchester City       | Atlético Madrid     | Attaccante     | 75 €        | 2024 | 2000            | [ 87 ]                                                  |
| 49 | Omar Marmoush       | Eintracht Francoforte | Manchester City     | Attaccante     | 75 €        | 2025 | 1999            | [ 88 ]                                                  |
| 49 | Kai Havertz         | Chelsea               | Arsenal             | Attaccante     | 75 €        | 2023 | 1999            | [ 89 ]                                                  |
| 49 | James Rodríguez     | Monaco                | Real Madrid         | Centrocampista | 75 €        | 2014 | 1991            | [ 90 ] [ 91 ] [ 92 ] [ 93 ]                             |
| 49 | Ángel Di María      | Real Madrid           | Manchester Utd      | Centrocampista | 75 €        | 2014 | 1988            | [ 94 ] [ 95 ]                                           |

## Progressione storica del record
Di seguito è indicata la progressione storica del record a partire dalla prima volta che è stata raggiunta la cifra di un milione di sterline. Le cifre sono indicate solo in sterlina britannica.
| Calciatore             | Costo (M £) | Da               | A                   | Anno |
| ---------------------- | ----------- | ---------------- | ------------------- | ---- |
| Giuseppe Savoldi       | 1,2 £       | Bologna          | Napoli              | 1975 |
| Paolo Rossi            | 1,75 £      | Vicenza          | Juventus            | 1976 |
| Diego Armando Maradona | 3 £         | Boca Juniors     | Barcellona          | 1982 |
| Diego Armando Maradona | 5 £         | Barcellona       | Napoli              | 1984 |
| Ruud Gullit            | 6 £         | PSV              | Milan               | 1987 |
| Roberto Baggio         | 8 £         | Fiorentina       | Juventus            | 1990 |
| Jean-Pierre Papin      | 10 £        | Marsiglia        | Milan               | 1992 |
| Gianluca Vialli        | 12 £        | Sampdoria        | Juventus            | 1992 |
| Gianluigi Lentini      | 13 £        | Torino           | Milan               | 1992 |
| Ronaldo                | 13,2 £      | PSV              | Barcellona          | 1996 |
| Alan Shearer           | 15 £        | Blackburn Rovers | Newcastle           | 1996 |
| Ronaldo                | 19,5 £      | Barcellona       | Inter               | 1997 |
| Denílson               | 21,5 £      | San Paolo        | Betis               | 1998 |
| Christian Vieri        | 32,1 £      | Lazio            | Inter               | 1999 |
| Hernán Crespo          | 35 £        | Parma            | Lazio               | 2000 |
| Luís Figo              | 37 £        | Barcellona       | Real Madrid         | 2000 |
| Zinédine Zidane        | 46,6 £      | Juventus         | Real Madrid         | 2001 |
| Kaká                   | 56 £        | Milan            | Real Madrid         | 2009 |
| Cristiano Ronaldo      | 80 £        | Manchester Utd   | Real Madrid         | 2009 |
| Gareth Bale            | 85,3 £      | Tottenham        | Real Madrid         | 2013 |
| Paul Pogba             | 89,3 £      | Juventus         | Manchester Utd      | 2016 |
| Neymar                 | 200 £       | Barcellona       | Paris Saint-Germain | 2017 |

## Record per nazione
Di seguito i trasferimenti record per nazione, a partire da quello di Willie Grooves dal West Bromwich all'Aston Villa per 100 £ nel 1893.
| Nazione     | Record del giocatore | Cessioni | Acquisti |
| ----------- | -------------------- | -------- | -------- |
| Inghilterra | 14                   | 17       | 16       |
| Italia      | 8                    | 14       | 18       |
| Argentina   | 5                    | 3        | 1        |
| Brasile     | 4                    | 0        | 0        |
| Francia     | 3                    | 1        | 1        |
| Scozia      | 2                    | 1        | 1        |
| Paesi Bassi | 2                    | 3        | 0        |
| Galles      | 2                    | 0        | 0        |
| Portogallo  | 2                    | 0        | 0        |
| Spagna      | 1                    | 5        | 9        |
| Uruguay     | 1                    | 1        | 0        |
| Danimarca   | 1                    | 0        | 0        |
| Svezia      | 1                    | 0        | 0        |

### Annotazioni
1. ↑  Secondo indiscrezioni giornalistiche, il costo del trasferimento prevede il versamento iniziale di 135 milioni di euro, ed altri 45 milioni di bonus aggiuntivi.
2. ↑  In prestito dal 2017, il trasferimento è diventato definitivo dal 2018.
3. ↑  Secondo indiscrezioni giornalistiche, il costo del trasferimento prevede il versamento iniziale di 105 milioni di euro, ed altri 40 milioni di bonus aggiuntivi.
4. ↑  Secondo indiscrezioni giornalistiche, il costo del trasferimento prevede il versamento iniziale di 120 milioni di euro, ed altri 40 milioni di bonus aggiuntivi.
5. ↑  Il trasferimento prevede il versamento di 126 milioni di euro ed 1,2 milioni come contributo di solidarietà.
6. ↑  Il costo del trasferimento prevede il versamento iniziale di 103 milioni di euro, ed altri 30,9 milioni di bonus aggiuntivi.
7. ↑  Il costo del trasferimento prevede il versamento di 100 milioni di euro, 5 milioni come contributo di solidarietà e 12 milioni di oneri accessori.
8. ↑  Il costo del trasferimento prevede il versamento iniziale di 116 milioni di euro, ed altri 17 milioni di bonus aggiuntivi.
9. ↑  Il costo del trasferimento prevede il versamento iniziale di 105 milioni di euro, ed altri 5 milioni di bonus aggiuntivi.
10. ↑  Il costo del trasferimento prevede il versamento iniziale di 75 milioni di euro, ed altri 15 milioni di bonus aggiuntivi.
11. ↑  Il costo del trasferimento prevede il versamento iniziale di 95 milioni di euro, ed altri 5 milioni di bonus aggiuntivi.
12. ↑  Il costo del trasferimento era stato inizialmente stimato in 57,1 milioni di euro ma successivamente è stato rivelato che il costo era di 88 milioni di euro.
13. ↑  Il costo del trasferimento prevede il versamento iniziale di 75 milioni di euro, ed altri 11 milioni di bonus aggiuntivi.
14. ↑  Il costo del trasferimento prevede il versamento di 75 milioni di euro e 10,5 milioni di oneri accessori.
15. ↑  Il costo del trasferimento prevede il versamento di 75 milioni di euro e altri 25 milioni di bonus aggiuntivi.
16. ↑  Il costo del trasferimento prevede il versamento di 70 milioni di euro e altri 10 milioni di bonus aggiuntivi, più 11,6 milioni di oneri accessori.
17. ↑  Il costo del trasferimento prevede il versamento iniziale di 72 milioni di euro, ed altri 10 milioni di bonus aggiuntivi.
18. ↑  Il costo del trasferimento prevede il versamento di 80 milioni di euro e altri 20 milioni di bonus aggiuntivi.
19. ↑  Secondo indiscrezioni giornalistiche, il costo del trasferimento prevede il versamento iniziale di 70 milioni di euro, ed altri 10 milioni di bonus aggiuntivi.

### Fonti
1. 1 2   Neymar: Paris St-Germain sign Barcelona forward for world record 222m euros, su bbc.co.uk, BBC Sport. URL consultato il 6 agosto 2017.
2. ↑   FC Barcelona communiqué on Neymar Jr, su fcbarcelona.com, FC Barcelona, 3 agosto 2017. URL consultato il 6 agosto 2017.
3. ↑   I più costosi, su transfermarkt.it. URL consultato il 16 agosto 2025.
4. ↑   Neymar Jr signs with Paris Saint-Germain!, su en.psg.fr, PSG, 3 agosto 2017. URL consultato il 6 agosto 2017 (archiviato dall'url originale il 3 agosto 2017).
5. ↑   PSG sign Neymar from Barcelona in £200m world-record deal, su independent.co.uk, The Independent. URL consultato il 6 agosto 2017.
6. ↑   Monaco Star Mbappe Completes €180 Million Paris Saint-Germain Move, Goal.com, 31 agosto 2017. URL consultato il 19 febbraio 2018.
7. ↑   PSG signs Kylian Mbappe, and cleverly skirts Financial Fair Play in the process, Yahoo! Sports, 31 agosto 2017. URL consultato il 19 febbraio 2018.
8. ↑   Kylian Mbappé (Monaco) rejoint officiellement le PSG en prêt avec option d'achat, L'Équipe, 31 agosto 2017. URL consultato il 19 febbraio 2018.
9. ↑   Mbappe: Monaco et le PSG trouvent un accord pour 180 millions d'euros, LCI, 28 agosto 2017. URL consultato il 19 febbraio 2018.
10. ↑   Kylian Mbappe will officially complete his £166m switch from Monaco after curious contract clause means PSG have to buy after avoiding relegation, Daily Mail, 18 febbraio 2018. URL consultato il 19 febbraio 2018.
11. ↑   Ousmane Dembélé, FC Barcelona's new signing, FC Barcelona, 25 agosto 2017. URL consultato il 25 agosto 2017.
12. ↑   Ousmane Dembele: Barcelona close to signing Borussia Dortmund forward, BBC Sport, 25 agosto 2017. URL consultato il 25 agosto 2017.
13. ↑   Borussia Dortmund confirm Barcelona close to Ousmane Dembele deal, ESPN, 25 agosto 2017. URL consultato il 25 agosto 2017.
14. ↑   Philippe Coutinho: Liverpool agree £142m deal with Barcelona for Brazil midfielder, BBC Sport, 6 gennaio 2018. URL consultato il 6 gennaio 2018.
15. ↑   Atlético Madrid sign Benfica teenager João Felix for fee of €126m, The Guardian, 3 luglio 2019.
16. ↑   Jude Bellingham: Real Madrid complete signing of England midfielder on six-year deal, su bbc.com, 14 giugno 2023. URL consultato il 23 giugno 2023.
17. ↑  (EN) Liverpool agree signing of Florian Wirtz from Bayer Leverkusen, su liverpoolfc.com, 20 giugno 2025.
18. ↑  (PT) Enzo transferido, su slbenfica.pt, 1º febbraio 2023.
19. ↑  (EN) Fernandez transfers to Chelsea, su chelseafc.com, 1º febbraio 2023.
20. ↑  (ES) Hazard, nuevo jugador del Real Madrid, su realmadrid.com, 7 giugno 2019.
21. ↑  (EN) Eden Hazars transfer deal agreed, su chelseafc.com, 7 giugno 2019.
22. ↑  (ES) Barça sign Antoine Griezmann, su fcbarcelona.com, 12 luglio 2019. URL consultato il 18 luglio 2019 (archiviato dall'url originale il 12 luglio 2019).
23. ↑  (EN) City seal Grealish deal, su mancity.com. URL consultato il 6 agosto 2021.
24. ↑  (EN) Jack Grealish: Manchester City sign Aston Villa captain for £100m, su skysports.com. URL consultato il 5 agosto 2021.
25. ↑   #WelcomeToJu, Cristiano!, su juventus.com, 10 luglio 2018. URL consultato il 20 agosto 2018 (archiviato dall'url originale il 2 aprile 2019).
26. ↑  (EN) Declan Rice completes transfer to Arsenal, su arsenal.com, 15 luglio 2023.
27. ↑  (EN) Chelsea complete Moises Caicedo signing, su chelseafc.com, 14 agosto 2023.
28. ↑  (EN) Romelu Lukaku is back in Chelsea blue!, su chelseafc.com, 12 agosto 2021. URL consultato il 12 agosto 2021.
29. ↑   Official: Pogba signs for Man Utd for €105m, in Football Italia, 8 agosto 2016. URL consultato l'8 agosto 2016.
30. ↑   United Sign Pogba, in Official Manchester United Website. URL consultato l'8 agosto 2016.
31. ↑   Paul Pogba: Manchester United re-sign France midfielder for world-record £89m, in BBC Sport, 8 agosto 2016. URL consultato l'8 agosto 2016.
32. ↑   Paul Pogba completes record transfer to Manchester United from Juventus, in ESPN, 8 agosto 2016. URL consultato l'8 agosto 2016.
33. ↑   Gareth Bale contract leak sparks panic at Real Madrid - and agent's fury, in The Telegraph, 21 gennaio 2016.
34. ↑   Spurs accept £85m Bale bid, in BBC Sport, 1º agosto 2013. URL consultato il 2 settembre 2013.
35. ↑   Real Madrid Sign Midfielder Gareth Bale For World-Record $132 Million, in CBS News New York, 2 settembre 2013. URL consultato il 2 settembre 2013.
36. ↑   Gareth Bale joins Real Madrid from Tottenham for a world record fee of £86m, in The Daily Telegraph, 2 settembre 2013. URL consultato il 2 settembre 2013.
37. ↑   Gareth Bale finally sold to Real Madrid and it's even FIFA 14 official, in Sports.yahoo.com, 1º settembre 2013. URL consultato il 7 settembre 2013.
38. ↑   Cristiano Ronaldo is the boss at Real Madrid, says Gareth Bale, in Sports.ndtv.com, 2 settembre 2013. URL consultato il 7 settembre 2013 (archiviato dall'url originale il 5 settembre 2013).
39. ↑   Real Madrid tell CR7: "You're still the most expensive player ever", in AS.com, 6 settembre 2013. URL consultato il 7 settembre 2013 (archiviato dall'url originale il 16 gennaio 2016).
40. ↑   Bale transfer fee revealed, in FIFA.com, 15 ottobre 2013. URL consultato il 15 ottobre 2013 (archiviato dall'url originale il 20 dicembre 2014).
41. ↑  (EN) Chelsea sign Havertz, su chelseafc.com, 4 settembre 2020.
42. ↑  (EN) Harry Kane departs to Bayern Munich, su tottenhamhotspur.com, 12 agosto 2023.
43. ↑  (DE) FC Bayern nimmt Harry Kane unter Vertrag, su fcbayern.com, 12 agosto 2023.
44. ↑  (FR) Randal Kolo Muani est Parisien, su psg.fr, 2 settembre 2023.
45. ↑  (EN) Antony completes transfer from Ajax to United, su manutd.com, 1º settembre 2022.
46. ↑   Man Utd accept £80m Ronaldo bid, in BBC Sport, 1º giugno 2009. URL consultato il 2 settembre 2014.
47. ↑   Cristiano Ronaldo transfer: Real Madrid agree £80 million fee with Manchester United, in The Daily Telegraph, 11 giugno 2009. URL consultato il 5 novembre 2010.
48. ↑   Ronaldo agrees six-year Real deal, in BBC Sport, 26 giugno 2009. URL consultato il 27 giugno 2009.
49. ↑  (EN) Liverpool agree deal to sign Hugo Ekitike from Eintracht Frankfurt, su liverpoolfc.com, 23 luglio 2025.
50. ↑  (EN) City complete Gvardiol signing, su mancity.com, 5 agosto 2023.
51. ↑  (FR) Le Paris Saint-Germain remercie Neymar Jr, une légende du club, su psg.fr, 15 agosto 2023.
52. ↑   Gonzalo Higuain: Argentina striker joins Juventus from Napoli, in BBC.
53. ↑   Gonzalo Higuaín seals £75.3m move from Napoli to Juventus, in The Guardian, 26 luglio 2016.
54. ↑  (EN) Detailed figures of Neymar transfer, su fcbarcelona.com, 24 gennaio 2014.
55. ↑  (EN) Barcelona reveal details of deal to sign Brazil star Neymar, su www1.skysports.com, 24 gennaio 2014.
56. ↑  (EN) Maguire signs for United, su manutd.com, 5 agosto 2019.
57. ↑   Frenkie de Jong to join Barcelona in €75m summer transfer from Ajax, su theguardian.com, 23 gennaio 2019.
58. ↑   Matthijs de Ligt: Juventus sign defender from Ajax in a £67.5m deal, su bbc.com, 18 luglio 2019.
59. ↑  (PT) Oficial: transferência de Darwin comunicada à CMVM, su slbenfica.pt, 13 giugno 2022.
60. ↑  (EN) Liverpool FC complete signing of Darwin Nunez, su liverpoolfc.com, 14 giugno 2022.
61. ↑  (EN) United complete the transfer of Sancho, su manutd.com, 23 luglio 2021.
62. ↑   Romelu Lukaku: Man Utd sign Everton striker for initial £75m on five year deal, in BBC.com, 10 luglio 2017.
63. ↑   United Sign Romelu Lukaku, in Sito ufficiale del Manchester United. URL consultato il 10 luglio 2017.
64. ↑   Romelu Lukaku signs for Man United to complete switch from Everton, in ESPN, 10 luglio 2017. URL consultato il 10 luglio 2017.
65. ↑   Romelu Lukaku completes Manchester United move in deal that could reach world record £90m, in The Daily Telegraph, 10 luglio 2017. URL consultato il 10 luglio 2017.
66. ↑   Virgil van Dijk: Liverpool to sign Southampton defender for world record £75m, in BBC.com. URL consultato il 28 dicembre 2017.
67. ↑   Dusan Vlahovic è bianconero, su juventus.com, 28 gennaio 2022. URL consultato il 29 gennaio 2022.
68. ↑   Revealed: How much Luis Suarez really cost Barcelona, su telegraph.co.uk. URL consultato il 24 agosto 2016.
69. ↑   Luis Suarez's Barcelona transfer fee "revealed as £65m" - £10m LESS than his Liverpool release clause, in Mirror, 28 marzo 2016. URL consultato il 29 agosto 2016.
70. ↑   UFFICIALE | ARTHUR E PJANIC, GLI ACCORDI CON IL BARCELLONA, su juventus.com, 29 giugno 2020.
71. ↑  (EN) Fofana signs for Chelsea, su chelseafc.com, 31 agosto 2022.
72. ↑  (ES) Tchouaméni, nuevo jugador del Real Madrid, su realmadrid.com, 11 giugno 2022.
73. ↑   Real Madrid, Tchouaméni è ufficiale: al Monaco 100 milioni, su sport.sky.it, 11 giugno 2022.
74. ↑   FC Bayern sign Lucas Hernández, su fcbayern.com, 27 marzo 2019.
75. ↑   Nicolas Pepe: Arsenal sign Lille winger for club record fee, su bbc.co.uk, 1º agosto 2019.
76. ↑   Kepa arrives at Chelsea, su chelseafc.com, 8 agosto 2018.
77. ↑   Il Napoli ufficializza l'acquisto di Victor Osimhen, su sscnapoli.it, 31 luglio 2020.
78. ↑  (EN) Rasmus Højlund signs for Manchester United, su manutd.com, 5 agosto 2023.
79. ↑   Real hail £46m Zidane, in The Guardian, 10 luglio 2001. URL consultato il 2 settembre 2014.
80. ↑   Zidane makes record Real switch, in BBC, 9 luglio 2001. URL consultato il 2 settembre 2014.
81. ↑  (EN) Jhon Durán completes Al-Nassr move, su avfc.co.uk, 31 gennaio 2025.
82. ↑  (EN) Sesko signs for Manchester United, su manutd.com, 9 agosto 2025.
83. ↑   Kevin de Bruyne: Manchester City sign Wolfsburg midfielder, in BBC Sport, 30 agosto 2015. URL consultato il 30 agosto 2015.
84. ↑   Kevin De Bruyne completes move to Man City from Wolfsburg, in Sky Sports, 30 agosto 2015. URL consultato il 30 agosto 2015.
85. ↑  (EN) United sign Bryan Mbeumo, su manutd.com, 21 luglio 2025.
86. ↑  (EN) Victor Osimhen joins Galatasaray!, su galatasaray.org, 31 luglio 2025.
87. ↑  (ES) ¡Bienvenido, Julián Alvarez!, su atleticodemadrid.com, 12 agosto 2024.
88. ↑  (EN) City seal signing of Omar Marmoush, su mancity.com, 23 gennaio 2025.
89. ↑  (EN) Kai Havertz joins on long-term contract, su arsenal.com, 28 giugno 2023.
90. ↑   James Rodríguez signs for Real Madrid for a reported £63m, in The Guardian, 22 luglio 2014. URL consultato il 22 luglio 2014.
91. ↑   James Rodriguez joins Real Madrid, in The Independent, 22 luglio 2014. URL consultato il 22 luglio 2014.
92. ↑   Official announcement: James Rodríguez, in realmadrid.com, 22 luglio 2014.
93. ↑   Real Madrid sign James Rodriguez from Monaco in £63million deal, in Sky Sports, 22 luglio 2014. URL consultato il 22 luglio 2014.
94. ↑   Ángel di María completes record £59.7m move to Manchester United, in The Guardian, 26 agosto 2014. URL consultato il 2 settembre 2014.
95. ↑   Man United agree Angel Di Maria fee, in ESPN, 24 agosto 2014. URL consultato il 29 maggio 2016.
96. ↑  (EN)  Neymar: Paris St-Germain sign Barcelona forward for world record 222m euros bbc.com